# Ash Ra Tempel (album)
Ash Ra Tempel is een album uit 1971 van de Duitse krautrockgroep Ash Ra Tempel. Het is het debuutalbum van de band, die toen bestond uit Manuel Göttsching, Klaus Schulze en Hartmut Enke. De elpee bevatte op elke kant een lang nummer. De eerste track, "Amboss", begint zacht, maar de muziek zwelt geleidelijk aan en mondt uiteindelijk uit in een explosie van kosmische en psychedelische klanken, gedreven door Göttschings gitaarspel en Schulzes drumwerk. De track "Traummaschine" is daarentegen ingetogener. Het nummer vangt rustig en dromerig aan, waarbij de kosmische klanken naar voren vloeien. De muziek slaat geleidelijk aan met gitaar en handtrom, om uiteindelijk toch weer in de zacht golvende klanken van bij het begin te eindigen.

## Tracks
1. "Amboss" - 19:40
2. "Traummaschine" - 25:24

## Bezetting
- Manuel Göttsching: gitaar, elektronica
- Hartmut Enke: bas
- Klaus Schulze: drums, percussie, elektronica